# Flabellum stokesi
Espèce
Flabellum stokesi est une espèce de coraux appartenant à la famille des Flabellidae.